# Ellemford
Ellemford est un village des Scottish Borders dans le Berwickshire en Écosse.

## Géographie
Le hameau est situé au bord de la Whiteadder Water à environ 3 km de Abbey St Bathans.